# سرقت مقبره کلئوپاترا
سرقت مقبره کلئوپاترا (فرانسوی: Cléopâtre‎) یک فیلم صامت و کوتاه فرانسوی به کارگردانی ژرژ ملی‌یس است که در سال ۱۸۹۹ منتشر شد. از بازیگران آن می‌توان به ژرژ ملی‌یس و ژان د آلسی اشاره کرد.
این فیلم هم‌اکنون یک فیلم گمشده است. در ۲۲ سپتامبر ۲۰۰۵ گزارش شده‌بود که نسخه‌ای از این فیلم در فرانسه یافت شده. اما بعد معلوم شد آن نسخه، فیلم دیگری از سرقت مقبره است.